# Bárbara Pastor Artigues
Bárbara Pastor Artigues (Vilafranca de Bonany, Mallorca, 12 de gener de 1957) és una filòloga, teòrica i docent espanyola especialista en llengües clàssiques i en comunicació, gran defensora de l'ensenyament públic.

## Trajectòria professional
Va iniciar els seus estudis universitaris a la Universitat de Barcelona. És doctora Cum laude en Filologia clàssica l'any 1989 per la Universitat Complutense de Madrid. Funcionària de carrera pel Ministeri d'Educació l'any 1987. Ha desenvolupat la seva carrera professional en l'ensenyament en diferents ciutats espanyoles i s'ha especialitzat en la formació de professionals en temes com oratòria, comunicació d'impacte, estratègies de lideratge i emprenedoria, a l'Instituto de Emprendimiento Avanzado de Madrid.
La seva activitat acadèmica la desenvolupa des dels anys 1990 fins a l'any 2019. Ha estat professora investigadora a la Universitat de Michigan. A la mateixa universitat ha estat editora associada per al Jornal of Roman Archeaeology.
Ha escrit diversos assajos i articles sobre etimologia i retòrica en diverses publicacions especialitzades. També ha traduït del llatí al castellà i viceversa.

## Publicacions

### Assaig i divulgació
- 1996. Diccionario Etimológico indoeuropeo de la lengua española. Alianza ed.
- 1999. Cultura Clásica. Ed. Anaya.
- 2001. Las perversiones de la lengua. Uso de las palabras en la actualidad.
- 2002. ¿Qué pasa en las aulas? Crónica de un desastre. Ed. Planeta.
- 2003. El mundo en tus manos. Cultura Clásica. Ed. Anaya.
- 2006. Constantino: La invención del cristianismo. Ed. Oberon. Madrid.
- 2006. Lengua y Literatura castellana. Sgel, Madrid.
- 2008. Historia de Roma. Monarquía, República.  Nowtilus, Madrid.
- 2011. Lengua castellana y literatura en Educación Primaria. Plan General de Mejora de las Destrezas Indispensables.
- 2012. Treinta mandamientos. Lo que un profesor no debe hacer.
- 2013. Somos lo que sabemos. Cosmopolitas del Mundo Clásico.
- 2017. Letrado, tiene la palabra. Ed. La Ley. Wolters Kluwer, Madrid.
- 2018. Hablar bien en público con el Método Oratoga. Ed. Larousse. Madrid.

### Articles
- 1992. “Hapax Legomena en el Código Teodosiano”, Emerita
- 1992. “Pastillicantibus: Hapax Legomenon apud Plinium”, Eos
- 1993. “Ad antidota: No need of restoration”, La Parola del Passato
- 1993 “The Ancient Name of Leprosy”, La Parola del Passato
- 1993 Grk. meropeç: glitter-ish”, Classical Philological.
- 1993 “Hapax Legomena et Prima Dicta in C. Th.”, Latomus
- 1993 “XURIKILLA”, Tyche
- 1993 “Overo: La evolución de un tecnicismo latino”, Vox Romanica
- 1994. “Septica et Exulceratrix (Plin. N.H. 27.105), Hermes
- 1994 “Panes ardinienses: Sordid Bread”, Hermes
- 1994 “Albaraca: Estudio de una etimología”, Vox Romanica
- 1994 “Voces para describir la seda en Constantinopla”, Minerva
- 1994 “Marcial 9.95: un problema de crítica textual”, La Parola del Passato
- 1995. “Albarazo: Estudio de un campo semántico”, Faventia
- 1995 “Retórica y Burocracia en el lenguaje de las Cancillerías”, Latomus
- 1997. “En torno al Hapax transicional”, Die Sprache
- 1998. “Retórica: el rapto en la legislación de Constantino”, Faventia
- 2001. “El origen de la Madeja de Seda”, Zeitschrift für romanische Philologie.
- 2002. “Perversiones sintácticas: las humildes preposiciones”. Jornadas para profesores de Lengua Española y Literatura. IES. Beatriz Galindo, Madrid.

### Novel·la
- 2006 Desde mi infierno. Diario de un estudiante. Editorial Anaya.
- 2008 El secreto del Mediterráneo. Ediciones B.
- 2017 Yo fui la cuarta mujer. Editorial Bubok.

### Traduccions
- 1986. De re coquinaria, C. G. Apicio. Editorial Coloquio.
- 1988. De occulta philosophia, Cornelio Agrippa. Alianza Editorial.
- 1989. De familia Pascual Duarte, C. J. Cela (trad. del castellà al llatí). Ed. Coloquio.